# Boykott russischer Filme in der Ukraine

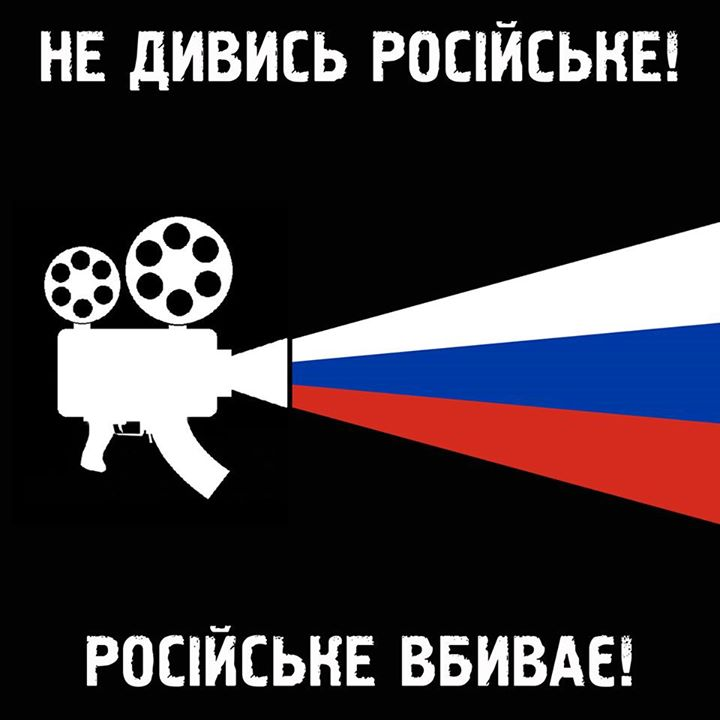
Plakat der Aktivisten: Schauen Sie keine russischen Filme! Russische Filme töten!.

Boykott russischer Filme (ukrainisch Бойкот російського кіно, Boykot rosiys'koho kino) ist eine ukrainische Bürgerkampagne, die einen Boykott russischer und russischsprachiger Filme und Fernsehserien unterstützt. Es ist Teil einer breiter angelegten Boykottkampagne mit dem Titel „Kauft keine russischen Waren!“, die von der ukrainischen Sozialbewegung Vidsich gestartet wurde.

## Ursachen
Die Kampagne entstand als Reaktion auf die Besetzung, Militäraktionen und Söldner durch die Russische Föderation gegen die Ukraine im Jahr 2014. Die Dominanz des russischen Fernsehens im ukrainischen Fernsehen sowie die antiukrainische Stimmung und antiukrainische Propaganda führten schließlich zum Boykott der russischen Fernseh- und Filmbewegung.

## Ziel
Das Ziel der Aktivisten ist es, russische Inhalte, die im ukrainischen Fernsehen und in ukrainischen Kinos gezeigt werden, deutlich einzuschränken.